# The Minus Man
Pour plus de détails, voir Fiche technique et Distribution.
The Minus Man est un film américain réalisé par Hampton Fancher, sorti en 1999.

## Synopsis
Un tueur en série s'attaque aux personnes qui se plaignent de leurs vies et émettent le souhait de mourir.
Jeune homme calme et simple, Vann Siegert se déplace de ville en ville, au gré de son instinct. Doté d'une personnalité peu commune, il possède également la fascinante faculté de convaincre les plus méfiants de se confier à lui. Il atterrit dans une petite ville de la Côte Ouest des États-Unis. Sa charmante innocence et son sens du contact ne reste pas sans effets sur Doug et Jane, un couple qui a perdu leur fille. Doug est devenu alcoolique et triste qui ne s'est pas remis du drame, tandis que sa femme est à la fois dure et tendre, qui fait de son mieux entre un mari distant, qui sympathise avec Vann, et l'absence de sa fille. 
Vann loue la chambre de leur fille et Doug lui trouve un emploi à la poste où il fait la connaissance de Ferrin, jeune femme qui va elle aussi succomber à ce dernier. Mais un jour la star locale de l'équipe de football disparait.

## Fiche technique
- Titre : The Minus Man
- Réalisation : Hampton Fancher
- Scénario : Hampton Fancher, d'après le roman de Lew McCreary
- Musique : Marco Beltrami
- Photographie : Bobby Bukowski
- Montage : Todd C. Ramsay
- Production : Fida Attieh et David Bushell
- Société de production : Shooting Gallery et Fida Attieh Productions
- Société de distribution : Artisan Entertainment (États-Unis)
- Pays :  États-Unis
- Genre : Drame et thriller
- Durée : 111 minutes
- Dates de sortie : 
  -  États-Unis : 8 octobre 1999

## Distribution
- Owen Wilson : Vann Siegert
- Sheryl Crow : Laurie Bloom
- Dwight Yoakam : Détective Blair
- Dennis Haysbert : Détective Graves
- Alex Warren : State Trooper
- Mercedes Ruehl : Jane Durwin
- Brian Cox : Doug Durwin
- Janeane Garofalo : Ferrin
- Meg Foster : Irene
- John Vargas : Priest